# Geleens

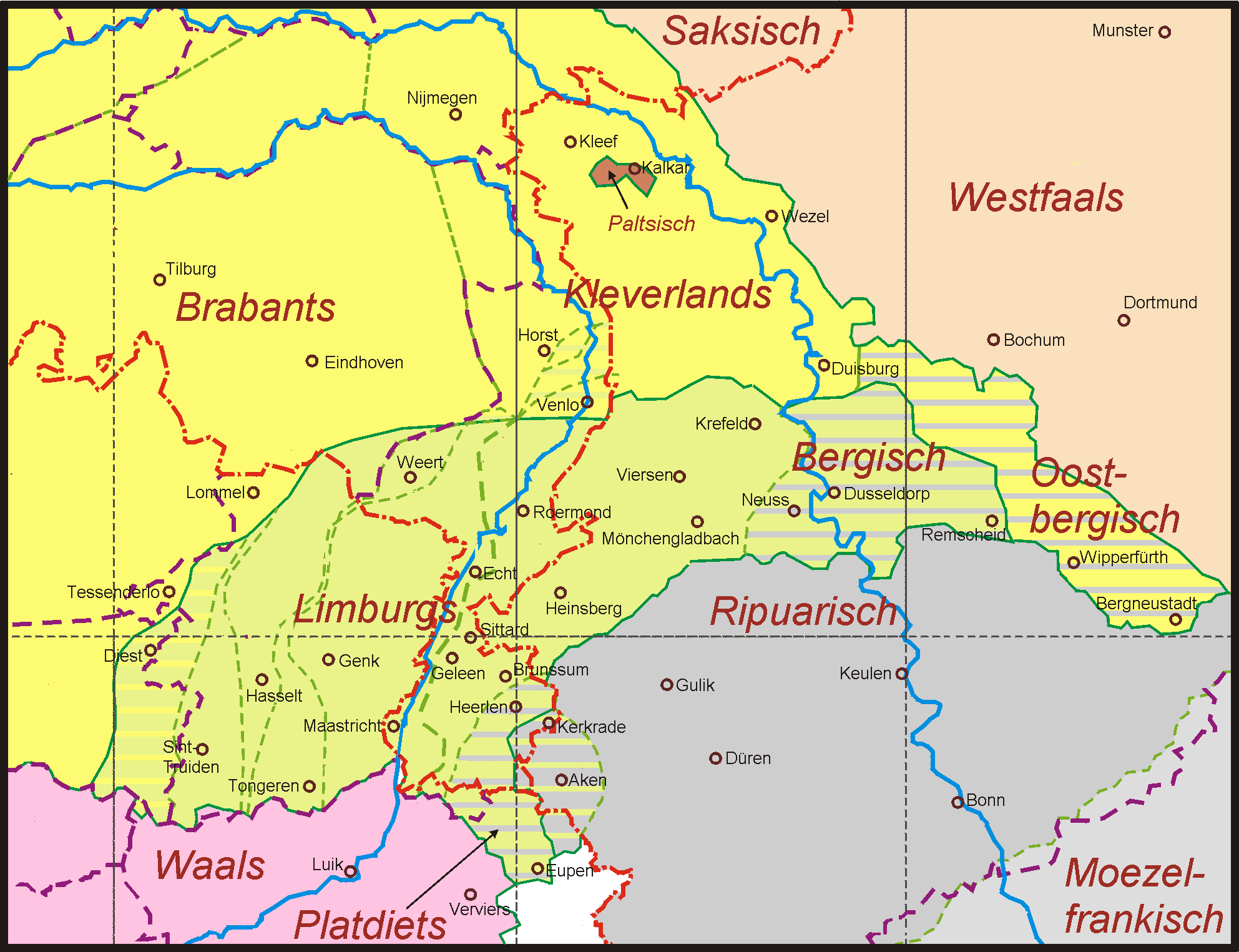
- HET LIMBURGS TAALLANDSCHAP -
Het zuidelijk Maas-Rijnlandse (Limburgs-Nederrijnse) dialectcontinuüm

Het Geleens (Gelaens) is een Oost-Limburgs dialect dat aanzienlijk verschilt van het eveneens Oost-Limburgse Sittards, ondanks het feit dat de gemeenten Sittard en Geleen dicht bij elkaar lagen en in 2001 zijn samengevoegd. 

## Historische verklaring

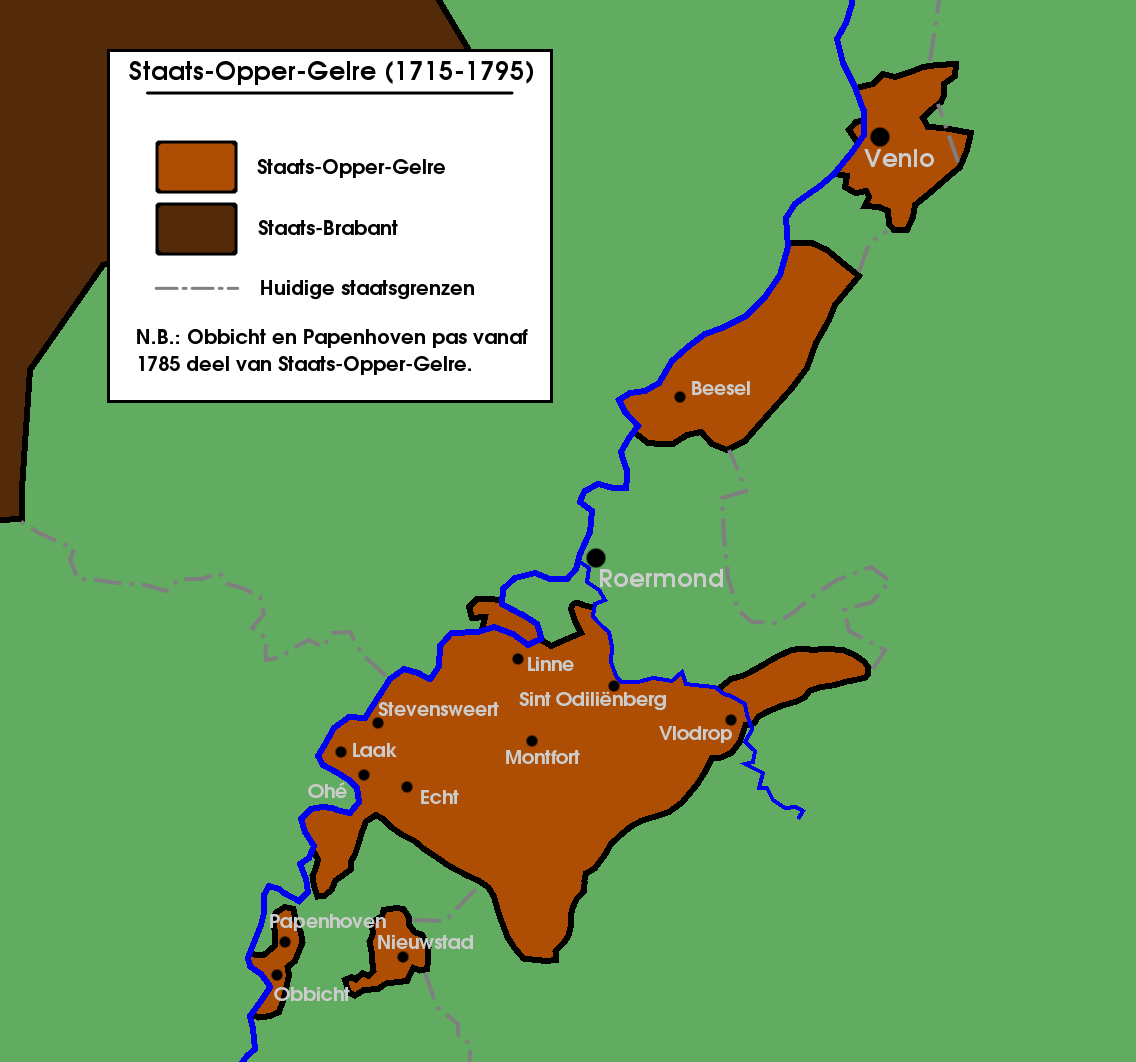
Staats-Opper-Gelre

De oorzaak hiervan ligt in de historie. Sittard, op de grens van Midden-Limburg, behoorde eeuwenlang tot Gulik, maar Geleen viel onder Staatse Landen van Overmaas en behoorde dus tot Zuid-Limburg (het oude Land van Valkenburg en de vroegere hoofdbank Beek). In de grootste gedeelten van Overmaas was het Brabants-Nederlands de officiële taal voor alle instanties. Oude archiefstukken zijn dan ook in het Brabants-Nederlands opgesteld. Het Nederlands bleef eveneens de officiële taal toen Overmaas in 1661 werd verdeeld in een Spaans en Staats gedeelte. Precies andersom was de situatie in de Gulikse ambten Born en Sittard, waar de oriëntatie naar het oosten, op het Rijnland gericht was. 

#### Sittards
Het Sittards vertoont de meeste verwantschap met de dialecten die direct over de oostgrens, in de Duitse gemeente Selfkant, gesproken worden, en met het dialect van het Midden-Limburgse Herkenbosch, zie ook Land van Gulik. Voor het overige is het een typisch overgangsdialect van het Midden-Limburgs en het Zuid-Limburgs van het Heuvelland. Het verschilt dan ook niet zo veel van de Midden-Limburgse dialecten, bijvoorbeeld het Roermonds.

#### Tegels
Een soortgelijke scherpe grens vindt men tussen het Noord-Limburgse Venloos, dat een Oud-Gelderse basis heeft, en het Oost-Limburgse Tegels in Tegelen, dat staatkundig Guliks was. Zie ook de kaart van Staats-Opper-Gelre.

#### Guliks erfgoed
De lokale Limburgse spreektaal is in de beide plaatsen Sittard en Tegelen ook nu (2016), bijna twee eeuwen na de aansluiting bij Nederland, nog anders dan die van het naburige Geleen, respectievelijk Venlo. In beide gevallen bezit Nederland dus nog hoorbaar een stukje Guliks erfgoed in Midden- en Noord-Limburg.

## Bereik
Het Geleens wordt behalve in Geleen ook gesproken in Oud-Geleen en omstreken. De Veldeke-kring van Geleen houdt zich behalve met het Geleens ook bezig met de dialecten van Beek, Puth en Schinnen.